# 禁忌的边界线
禁忌的边界线（日语： Ikenai bōdārain）是日本电视动画《超时空要塞Δ》的插入曲，由Walküre演唱，2015年12月31日由flying DOG以数字音乐下载的方式发布，后收入动画主题曲单曲及动画歌曲专辑《Walküre Attack!》中。

## 概况
本曲为电视动画《超时空要塞Δ》第1话的插曲，由Walküre演唱。这首歌曲在《超时空要塞Δ》第1话播出后由于过于“洗脑”（尤其是及两句歌词）及歌词含有暗示意味而爆红，甚至在爱好者之间有了“毒品”之称，同时也产生了大量相关表情包。
2016年5月11日，《超时空要塞Δ》的主题曲单曲开始发售，《禁忌的边界线》成为其中的B面曲。单曲CD发行首周销量约3.6万张，排名Oricon公信榜周榜的第3位，同时在当周动画单曲榜排名首位。另外，该曲也收录于2016年7月6日发行的《超时空要塞Δ》歌曲精选辑《Walküre Attack!》中，与单曲版本有所不同。